# Amambaí (departamento)
Amambaí (Amambay) é uma subdivisão administrativa do Paraguai. A capital do Departamento é a cidade de Pedro Juan Caballero.

## Distritos
- Bella Vista
- Capitán Bado
- Karapaí
- Pedro Juan Caballero
- Zanja Pytá